# Dieunomia boharti
Dieunomia boharti là một loài Hymenoptera trong họ Halictidae. Loài này được Cross mô tả khoa học năm 1958.